# Srebrna Biblioteka księcia Albrechta Hohenzollerna i jego żony Anny Marii

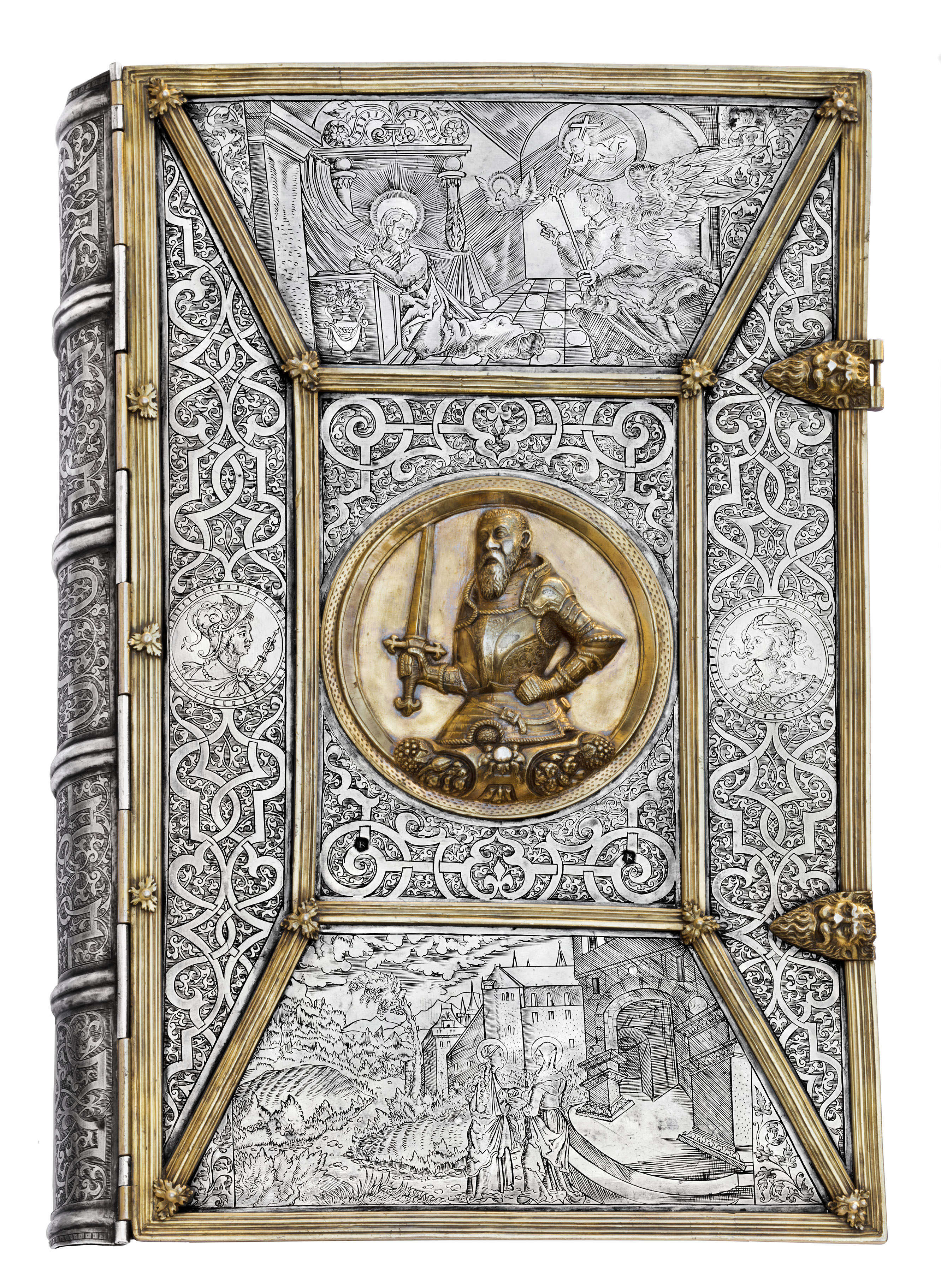
Oprawa Ob.6.III.711 ze zbiorów Biblioteki Uniwersyteckiej w Toruniu

Srebrna Biblioteka księcia Albrechta Hohenzollerna i jego żony Anny Marii – kolekcja starodruków, oprawionych w złotnicze oprawy, pierwotnie stanowiąca część biblioteki księcia Albrechta Hohenzollerna i jego żony Anny Marii, do II wojny światowej przechowywana na zamku w Królewcu.
Srebrna Biblioteka księcia Albrechta Hohenzollerna i jego drugiej żony Anny Marii powstała w okresie 1545-1562; większość opraw została wykonana około 1555 r. Pierwotnie liczyła ona 20 woluminów. Dziś znamy miejsce przechowywania 15 z nich, z czego większość (12 opraw) znajduje się w Bibliotece Uniwersyteckiej w Toruniu. Pozostałe 5 woluminów zaginęło tuż po zakończeniu II wojny światowej, i do dziś nie znamy ich późniejszych losów. Przyjmuje się, że oprawy Srebrnej Biblioteki są szczytowym osiągnięciem złotnictwa królewieckiego, które swój rozkwit zawdzięczało przede wszystkim pierwszemu władcy Prus Książęcych Albrechtowi Hohenzollernowi. Srebrna Biblioteka na tle złotnictwa europejskiego jest zjawiskiem unikatowym, odznacza się wysokimi walorami artystycznymi, jest jednym z najcenniejszych zabytków złotnictwa epoki renesansu, stanowi unikatowy w skali światowej zbiór biblioteczno-muzealny, nie znamy bowiem drugiej tak dużej kolekcji książek oprawionych całkowicie w srebro.

## Autorzy i charakterystyka opraw
Prawie wszystkie oprawy Srebrnej Biblioteki wykonali królewieccy złotnicy: Paul Hoffmann, Hieronymus Kösler, Gerhard Lentz, Cornelius Vorwend, Jacob Binck, a także co najmniej jeden, a być może paru innych, do dziś anonimowych rzemieślników. Wyjątkiem są dwie oprawy; pierwsza została wykonana przez złotnika norymberskiego Christopha Rittera Starszego, być może w kooperacji z Pankrazym Labenwolfem, a druga przez anonimowego złotnika działającego w Münden w Dolnej Saksonii (nie jest jednak wykluczone, że ta ostatnia powstała w Królewcu). Każda z pozycji Srebrnej Biblioteki jest oprawiona w dębowe deski grubości około 4 mm. Książki zostały oprawione przez wybitnego introligatora działającego w tym czasie w Królewcu i pozostającego na usługach dworu książęcego, Caspara Anglera. Na deskę nałożone zostały cienkie srebrne blachy o grubości 1–3 mm. Blacha została przytwierdzona do desek za pomocą gwoździ lub nitów. Każdy wolumin miał także dwie klamry, składające się z uchwytu oraz zapinki. Oprócz srebra, które dominuje w oprawach użyto także żelaza, mosiądzu oraz złota. Waga zachowanych opraw wraz z drukami waha się od nieco powyżej 3 do ponad 6 kilogramów. Dekoracja opraw została wykonana w kilku technikach złotniczych, a mianowicie odlewano, grawerowano, wykuwano oraz rytowano, a także w jednym przypadku użyto techniki trawienia. Kompozycje figuralne zawarte na oprawach są najczęściej scenami zaczerpniętymi z Pisma Świętego. Mocno był eksponowany wątek etyczny w ikonografii opraw, co było efektem przesunięcia punktu ciężkości z zagadnień dogmatycznych na pragmatyczne w doktrynie protestanckiej. Z przedstawień świeckich należy przede wszystkim zwrócić uwagę na wizerunki Albrechta, co miało podkreślić rangę i pozycję księcia oraz jego rodu. Dekoracje srebrnych opraw nie są oryginalne, noszą wyraźne cechy zapożyczeń i wpływów, głównie południowoniemieckiej i włoskiej sztuki. Była to jednak specyfika tego gatunku, gdzie o poziomie dzieł złotniczych świadczyła nie oryginalność ikonografii, ale kunszt ich wykonania. Estetyka Srebrnej Biblioteki mieści się w tym względzie w granicach wytyczonych przez złotnictwo europejskie.

## Zawartość
Srebrne oprawy pierwotnie skrywały w sobie 27 druków i jeden rękopis z lat 1541–1557, głównie o treściach religijnych, w tym przekłady Biblii. Najwięcej tekstów jest autorstwa Marcina Lutra, na drugim miejscu znajduje się Johann Brenz, potem Erasmus Sarcerius, Veit Dietrich, Filip Melanchton, Albrecht Blanckenberg, Caspar Hüberinus, Andreas Musculus, Andreas Osiander, Ludwig Rabe, Elisabeth von Braunschweig-Lüneburg oraz opracowany przez kilku autorów druk Mecklemburgische Kirchenordnung. Zdecydowana większość druków to popularne piśmiennictwo protestanckie o charakterze budująco-dydaktycznym w języku niemieckim. Spośród licznych pisarzy protestanckich w Srebrnej Bibliotece reprezentowani są czołowi przedstawiciele tego nurtu. Księżna Anna Maria, do której należała inicjatywa w gromadzeniu kolejnych srebrnych opraw, w doborze druków kierowała się przede wszystkim hierarchią teologów panującą na dworze w Królewcu. Dominacja wśród druków Srebrnej Biblioteki prac Lutra jest zrozumiała, był on bowiem nie tylko Wielkim Reformatorem, ale także przyjacielem księcia Albrechta. Egzemplarze tekstów zamknięte w srebrnych oprawach raczej nie były czytane, para książęca posiadała duplikaty większości z nich oprawione w deski i skórę, co zapewniało znacznie większy komfort korzystania. Srebrna Biblioteka miała przede wszystkim dodać blasku rezydencji książęcej w Królewcu.

## Historia
Początkowo srebrne oprawy były przechowywane w gabinecie należącym do Anny Marii. Po śmierci pary książęcej w 1568 r. Srebrna Biblioteka stała się własnością następcy tronu, ich syna Albrechta Friedricha. Następnie trafiła ona do prywatnej biblioteki jego żony Marii Eleonory von Jülich-Kleve-Berg, którą poślubił w 1573 r. W 1611 r., już po śmierci Marii Eleonory, nowy władca Prus Johann Sigismund zadecydował o włączeniu Srebrnej Biblioteki do założonej jeszcze przez Albrechta królewieckiej Biblioteki Zamkowej. Srebrne oprawy zostały ulokowane w tak zwanej Silberschaff; była to zakratowana szafa stojąca w jednym z pomieszczeń zajmowanych przez bibliotekę na drugiej kondygnacji zamku w Królewcu. Srebrna Biblioteka była obiektem szczególnej troski kolejnych kustoszy Biblioteki Zamkowej. Budziła podziw i zaciekawienie znamienitych gości. W 1711 r. oglądał ją car Piotr I. Obawa przed zniszczeniem Srebrnej Biblioteki powodowała, że kilkakrotnie była ona ewakuowana poza Królewiec. Po raz pierwszy podczas wojny siedmioletniej, kiedy to była wywieziona na kilka lat (1756-1763) do Kostrzynia nad Odrą. Wówczas to w wilgotnych piwnicach, gdzie była przechowywana, całkowicie zbutwiały dwa druki Brenza, dlatego znajdująca się dziś w Toruniu oprawa o sygnaturze Ob.6.III.716 nie zawiera zadrukowanych kart. Kolejna ewakuacja srebrnych opraw miała miejsce w okresie wojen napoleońskich, kiedy to w okresie 1806-1807 przewieziono je do leżącej opodal Kłajpedy. W 1810 r. Srebrna Biblioteka została przeniesiona do nowego gmachu bibliotecznego położonego przy Königsstrasse 65/67. Srebrne oprawy były w tamtym czasie wielokrotnie prezentowane, głównie w Królewcu, jednak sporadycznie niektóre jej tomy wędrowały po wystawach w innych ośrodkach (Monachium, Berlin, Drezno, Augsburg). W niespełna sto lat później, w 1901 r. doszło do ponownego przeniesienia srebrnych opraw. Zostały one ulokowane w nowoczesnym gmachu przy Mitteltragheim 22, gdzie można było je oglądać po wcześniejszej zgodzie dyrektora Biblioteki. W okresie I wojny światowej Srebrna Biblioteka została ewakuowana do Berlina. W 1932 r. utworzono stałą wystawę na zamku w Królewcu, której częścią były srebrne oprawy.
Pod koniec II wojny światowej administracja biblioteki postanowiła ewakuować najcenniejsze zbiory, w tym srebrne oprawy, do mniejszych miejscowości na terenie Prus Wschodnich. Cała stała wystawa, wraz ze Srebrną Biblioteką, znalazła się w majątku Karwiny niedaleko Pasłęka. Jak się okazało, decyzja ta uchroniła srebrne oprawy od zniszczenia, bowiem Królewiec został w trakcie nalotów alianckich i działań wojennych niemal całkowicie zniszczony. Poprzez zbiornicę książek w Pasłęku w 1946 r., 14 ocalałych srebrnych opraw wraz z innymi cennym książkami z Królewca trafiło do Torunia. W 1949 r. ówczesny dyrektor Biblioteki Uniwersyteckiej w Toruniu Stefan Burchardt, ulegając prośbie dyrektora Państwowego Instytutu Książki w Łodzi Adama Łysakowskiego, pragnącego powołać muzeum książki, przekazał na jego ręce jedną z opraw. Niestety plany Łysakowskiego nie ziściły się i srebrna oprawa wraz z całym księgozbiorem zlikwidowanego jeszcze w 1949 r. Instytutu trafiła do Biblioteki Narodowej w Warszawie. W 1972 r. skradziono jedną oprawę, której górna okładzina została zakupiona w 1985 r. przez Państwowe Zbiory Sztuki na Wawelu. Piętnasta oprawa znajduje się w Muzeum Warmii i Mazur w Olsztynie, które w 1982 r. zakupiło ją od prywatnego kolekcjonera. Nieznane jest natomiast miejsce przechowywania pozostałych pięciu opraw, można jednak przypuszczać, że ze względu na swoje walory artystyczne przetrwały do dziś i są przechowywane w zbiorach prywatnych. W latach 1948–1976 funkcjonowała w Bibliotece Uniwersyteckiej w Toruniu stała wystawa, złożona między innymi z wybranych srebrnych opraw. Pojedyncze woluminy były też wypożyczane na duże wystawy na terytorium Niemiec, między innymi jedna oprawa była prezentowana na polsko-niemieckiej wystawie w Berlinie Tür an Tür (2011-2012). Trzy razy, w 1995, 2005 i 2015 r. Srebrna Biblioteka była pokazywana w całości (w 2015 r. włącznie z trzema oprawami spoza Torunia) na wystawach organizowanych z okazji rocznic powstania Uniwersytetu Mikołaja Kopernika; po raz pierwszy w gmachu Biblioteki, po raz drugi w Muzeum Uniwersyteckim, w budynku Collegium Maximum i po raz trzeci w Muzeum Okręgowym w Toruniu, w budynku Ratusza Staromiejskiego.

## Lista opraw
| Lp. | Sygnatura królewiecka | Autorzy opraw                                                                                    | Wymiary (wys. × szer. × grubość w mm) | Rok wykonania                        | Zawartość | Obecne miejsce przechowywania                                                                    | Sygnatura obecna                           | Fotografia |
| --- | --------------------- | ------------------------------------------------------------------------------------------------ | ------------------------------------- | ------------------------------------ | --- | ------------------------------------------------------------------------------------------------ | ------------------------------------------ | ---------- |
| 1.  | E 1, Fol. 1           | Cornelius Vorwend, Jacok Bink                                                                    | 343 × 220 × 81                        | 1555                                 | Das ist: Die gantze Heilige Schrift, Deudsch, Auffs new zugericht D. Mart. Luth. Wittenberg, Hans Lufft, 1546, 2° [8], 350; 408 ff. VD 16 B 2721 | zaginiona                                                                                        | –                                          | miniatura  |
| 2.  | E 2, Fol. 2           | Hieronymus Kösler, prawdopodobnie przy współpracy z Gerhardem Lentzem                            | 354 × 236 × 71                        | prawdopodobnie 1555                  | 1. Luther, Martin, Auslegung der Episteln vnd Euangelien durchs gantze iar, D. Mar. Luthers. Auffs new corrigiert mit einem nützlichen Register. [Pars 1]... Leipzig, Nicolaus Wolrab, 1544, 2° [6], 281 [7] ff. cf. VD 16 L 5605 2. Luther, Martin: Kirchen Postilla das ist, Auslegung der Euangelien an den Jurnemesten Festen der Heiligen, vom Aduent bis auff Ostern. [Pars 1] D. Mart. Luth. [Hrsg. V. (Stephanus Rodt...)] Wittenberg, Hans Krafft, 1553, 2° [8], 87 ff. VD 16 L 56172. | Biblioteka Uniwersytecka w Toruniu                                                               | Ob.6.III.707-708                           | miniatura  |
| 3.  | E 3, Fol. 3           | Hieronymus Kösler, prawdopodobnie przy współpracy z Gerhardem Lentzem                            | 335 × 210 × 63                        | prawdopodobnie 1555                  | Brenz, Johann, **Postill. Auslegung der Euangelien, so aujftdie Sontage, vnd Jurnemsten Feste, durchs gantze Jar gepredigt werden, Zusampt angehenckter Erklärung der Histori vom Leiden vh sterben vnsers Herren Jesu Christi. Nach Beschreibung der Vier Euangelisten, Zusamen bracht vň verteutscht, Jnhalts der Anlegung, Predigen vnnd Homilien des ... Herrn Johann Brentzen. [Übers. V. Justin Gobler]. Frankfurt a. M., Christian Egenolff, 1554, 2° [6] 297, [1] 142, [2], 122 ff. VD 16 В 7821 | zaginiona                                                                                        | –                                          | miniatura  |
| 4.  | E 4, Fol. 4           | Hieronymus Kösler, prawdopodobnie przy współpracy z Gerhardem Lentzem                            | 342 × 232 × 88                        | prawdopodobnie 1555                  | Luther, Martin, Hauspostill vber die Sontags vnd der fürnemesten Feste Euangelien, Durch das gantze jar. Wittenberg, Gedruckt durch Hans Lufft, 1553, 2°, 12 [the beginning and end of the table of contents (registruni) missing] 166, 155, 105 ff. / cf. VD 16 L 4851 | Biblioteka Uniwersytecka w Toruniu                                                               | Ob.6.III.711                               | miniatura  |
| 5.  | E 5, Fol. 5           | Hieronymus Kösler, prawdopodobnie przy współpracy z Gerhardem Lentzem                            | 327 × 224 × 65                        | prawdopodobnie 1555                  | Sarcerius, Erasmus, Hausbuch Fur die Einfeltigen Haus veter, von den vornemesten Artickeln der Christlichen Religion, darinnen der Euangelischen Christen, vnd der Gottlosen Papisten leren, gegen einander gehalten werden... Durch Erasmum Sarcerium, Leipzig, Jacob Berwald 1553, 2° [10], 378 ff. / VD 16 S 1708 | Biblioteka Uniwersytecka w Toruniu                                                               | Ob. 6.III.713                              | miniatura  |
| 6.  | E 6, Fol. 6           | Hieronymus Kösler, prawdopodobnie przy współpracy z Gerhardem Lentzem                            | 330 × 221 × 63                        | prawdopodobnie 1555                  | Sarcerius, Erasmus, Ein Buch vom heiligen Ehestande, vnd von hesachen mit allen vmbstendigkeiten zu diesen dingen gehörig, darinnen zu gleich natürlich, Göttlich, Kaiserlich, vnd Bepstlich Recht angezogen wird, zum Teil aus vieler gelerter Theologen Bücher gezogen, zum Teil vom zusamen zieher selbst geschrieben. Durch Erasmum Sarcerium... Leipzig, Jacob Berwald 1553, 2° [16], 232, [1] ff. / VD 16 S 1669 | Biblioteka Uniwersytecka w Toruniu                                                               | Ob.6.III.712                               | miniatura  |
| 7.  | E 7, Fol. 7           | Paul Hoffmann, inni złotnicy?                                                                    | 316 × 240 × 80                        | 1555                                 | 1. Brenz, Johann, **Acta Apostolorum. Das Buch der Apostel geschieht Die recht vnd haupt Historia der ersten heyligen Christlichen Kirchen. Auszgelegt durch Johannem Brentium, vnd in C.XXII. Predigten getheilet. Jetzt erst un Deuscher sprach gedruckt. [Übers. V. Hiob Gast] Nürnberg, Johann vom Berg u. Ulrich Newber, 1551, 2° [413] ff / VD В 7693 2. Brenz, Johann, **Von der Herrlichen Auferstehung, vnd Himelfart, vnsers Herrn Jhesu Christi, Nach beschreibung der vier Euangelisten, Jnn Lateinischer Sprach au gelegt durch, H. Johan Brentzen... verteutscht. Allen frommen christglaubigeü, lateinischer sprach unwissend, zujhrer Seelen heyl verteutscht (durch Christoph Rothan). Auch mit sch nen Figuren vnd Concordantzen gezieret. Königsberg, Johann Daubmann, 1554, 2° [4], 107, [1] f. / VD 16 В 7930 | Biblioteka Uniwersytecka w Toruniu                                                               | Ob. 6.III.716                              | miniatura  |
| 8.  | E 8, Fol. 8           | anonimy złotnik królewiecki, prawdopodobnie przy współpracy z Gerhardem Lenzem                   | 325 × 230 × 65                        | 1554                                 | 1. Luther, Martin, Auslegung der Episteln vnd Euangelien, von Ostern bis auffdas Aduent. D. Mar. Lut. Auffs new zugericht... [Pars 2] Leipzig, Nicolaus Wolrab, 1544, 2° [5], 382, [9] ff. / VD 16 L 5606; 2. Luther, Martin: Kirchen Postilla das ist, Auslegung der Euangelien an den furnemesten Festen der Heiligen, von Ostern bis auffs Aduent. [Pars 2] D. Mart. Luth. [Hrsg. v. Stephan Roth]. Wittenberg, Hans Krafft, 1553, 2°, 59 [=69], [4] ff. / VD 16 L 5618 | Biblioteka Uniwersytecka w Toruniu                                                               | Ob.6.III.709-710                           | miniatura  |
| 9.  | E 9, Fol. 9           | Paul Hoffmann, prawdopodobnie przy współpracy z Gerhardem Lentzem                                | 319 × 239 × 56                        | krótko po 1555                       | Dietrich, Veit, **Summaria vber die gantze Bibel, das Alte vń Newe Testament, darinn affs kürtzte angezeugt wirt, was am n tigsten vnd ntzten ist, dem jungen volck, vnd gemeinem Man, au allen Capiteln, zu wissen vn zu lernen, ... Durch Vitum Dietrich. Jtem Unterschid des alten vn newen Testaments. Fürneme vnterschid zwischen reiner Christlicher lehre des Euangelij, vnd der Abgötischen Papisten lehre. Christlicher vn kurtzer vnterricht, von Vergebung der sünde, vnd seligkeyt, Durch Philip. Melanch. Mit fley von newem vbersehen, gemehret, vnd gebessert. Nürnberg, Johann vom Berg u. Ulrich Neuber 1546, 2° [176], I70 ff. / VD 16 D 1644 | Biblioteka Narodowa w Warszawie                                                                  | XVI F.907                                  | miniatura  |
| 10. | E 10, Fol. 10         | Hieronymus Kösler, prawdopodobnie przy współpracy z Gehrardem Lentzem oraz anonimowym złotnikiem | 315 × 226 × 77                        | ok. 1555                             | Biblia, ** Spiegel der Haustzucht. Jhesus Syrach genant, Sambt einer kurtzen Auflegung. Für die armen Hau väter, vndjre gesinde, Wie sie ein Gottselig leben, gegen menigklich sollen erzeygen. ... Caspar Huberinus, Nürnberg, Johann Daubmann 1553, 20 [8], 364 ff / VD 16 В 4084 | Muzeum Warmii i Mazur w Olsztynie                                                                | M-904-OMO                                  | miniatura  |
| 11. | E 11, Fol. 11.        | Hieronymus Kösler, prawdopodobnie przy współpracy z Gerhardem Lentzem                            | 315 × 227 × 80                        | 1555                                 | 1. Brenz, Johann, Heilsame vnd nützliche Erklärung, des Ehrwirdigen Herren Joannis Brentij, vber den Catechismum, Durch Hartmann Beyer, allen Christlichen Hau uättern zugefallen, verdeudscht. Franckfurt a. M., Peter Braubach, 1552, 2°[6] ff. 389 [1] pp. / VD 16 В 7555; 2. Brenz, Johann: Passio Vnsers Herren Jesu Christi leyden vnd sterben, nach Hysterischer beschreybung der vier Euangelisten, in Latein au gelegt, durch, Herren Johann Brentzen. Jetzund... verdeutscht. Auch gezieret mit schönen Figuren vnd Concordantzen. Nürnberg, Johann Daubmann, 1551, 2°[8], 197 ff. / VD 16 В 7796 | Biblioteka Uniwersytecka w Toruniu                                                               | Ob.6.III.703-704                           | miniatura  |
| 12. | E 12, Fol. 12         | Gerhard Lentz                                                                                    | 315 × 225 × 71                        | prawdopodobnie 1555                  | Dietrich, Veit, Kinder Postilla vber die Sontags vnd der furnemesten fest Euangelia, durch das gantze Jar. Gestellet durch M. Vitum Dietrich... Gedruckt zu Wittemberg, Durch Georgen Rhawen Erben, 1550, 2° [9], 302, [3] ff. | Biblioteka Uniwersytecka w Toruniu                                                               | Ob.6.III.705                               | miniatura  |
| 13. | E 13, Fol. 13         | Gerhard Lentz                                                                                    | 315 × 232 × 115                       | 1555                                 | Luther, Martin, Der Sieb d Teil der bücher des Ehrwirdigen Herrn Doctoris Mart. Lutheri, Darinnen begriffen, die Bücher vom Christlichen stand, wider den Bapst, vnd die Bischoue, jre Scribenten vnd Vorteidinger. Jtem, von der Kirchen vnd den Concilijs, vnd der gleichen, Welche zu der Kirchen vnd jrer regirung vnd Ordnung gehören, nach anzeigung des Registers, Wittenberg, Hans Lufft, 1554, 2° [8], 628 ff. / VD 16 L 3322 | Biblioteka Uniwersytecka w Toruniu                                                               | Ob.6.III.706                               | miniatura  |
| 14. | E 14                  | Paul Hoffmann, prawdopodobnie przy współpracy z Gerhardem Lentzem                                | 315 × 227 × 103                       | krótko po 1555                       | 1. Sarcerius, Erasmus, Von Einer Disciplin. Dadurch zucht, tugend vnd Erbarkeit mögen gepflantzet vnd erhalten werden... Jtem was hier bey die Weltliche Obrigkeit, Kirchendiener, vnd Vnterthanen zu thuen schuldig......sein... Durch Erasmus Sarcerium, Superintendenten der ... Graffschafft Mansfeldt, Eisleben, Urban Kaubisch, 1555, 2° [64], 217 ff. / VD 16 S 1781 2. Sarcerius, Erasmus, Von mitteln vnd wegen, die rechte vnd ware Religion (welche uns Gott in diesen letzten gefehrlichen Zeiten, widerumb geoffenbaret hat) zu befördern vnd zu erhalten. Mit einem...Register. Durch Erasmum Sarcerium, Superintendenten der ... Graffschafft Mansfeldt, Eisleben, Urban Kaubisch, 1554, 2° [34], 346 ff. / VD 16 S 1786                                                                                            | Biblioteka Uniwersytecka w Toruniu                                                               | Ob.6.III.714-715                           | miniatura  |
| 15. | C 1, Qu. 1            | Gerhard Lentz                                                                                    | 207 × 177 × 84                        | 1562                                 | Das newe Testament auffs new zugericht. Doct: Mart: Luth. Wittenberg, Hans Lufft, 1546, 4° [4], 479 [=481], [7] ff. / VD 16 В 4440 | Biblioteka Uniwersytecka w Toruniu                                                               | Ob.6.II.4496                               | miniatura  |
| 16. | Qu. 2                 | Gerhard Lentz                                                                                    | 207 × 143 × 53                        | 1556                                 | 1. Johann Albrecht, **Kirchenordnung. Wie es mit Christlicher Lere... Wittenberg, Hans Lufft, 1554, 40, 144 ff. / VD 16 M 1831 2. Blanckenberg, Albert, **Von der Menschwerdung, Leiden, Sterben vndAuferstehung Jesu Christi..., Gestellet durch Albrecht von Blanckenburg den Jüngern... Königsberg in Preussen, Johann Daubmann, 1554, 40, [4], A-Z ff. / por. VD 16 В 4661 3. **Der Prophet Joel durch Doct. Mart. L. in Latinischer sprach gelesen vnd ausgelegt, Vnd newlich verdeudscht etc. Mit einer Vorrede herrn Niclas von Amsdorff. Jena Christian Rödinger, d.A., 1553, 40 [160] ff. / VD 16 В 3864 (VD 16 В 3865) | zaginiona                                                                                        | –                                          |            |
| 17. | C, Qu. 3              | Gerhard Lentz                                                                                    | 210 × 185 × 100                       | druga poł. lat 50. XVI w. – ok. 1560 | Rabe, Ludwig, Historien der Heyligen Außerwölten Gottes Zeugen, Bekennern vnd Märtyrern, so in Angehender ersten Kirchen, Altes vnd Neüwes Testaments... t. 1-2, ... Durch Ludouicum Rabus... Straßburg, Samuel Emmel, 1554, 40, P. 1 [8], 254 [2] f, P. 2 [8], 305, [3], ff. / VD 16 R 32; 34 | Biblioteka Uniwersytecka w Toruniu                                                               | Ob.6.II.4497                               | miniatura  |
| 18. | Qu. 4                 | anonimowy złotnik z Münden lub Królewca                                                          | 220 × 159 × 28                        | po 1545 – ok. 1550                   | Braunschweig-Lüneburg, Elisabeth, **Unterrichtung und Ordnung, unser, von gots gnaden, Elisabeth, geborne marggrevin zu Brandenburg etc., hertzogin zu Braunschweick und Lüneburck etc., witwe, so wir aus gantz mütterlicher wohlmeinung... dem hochgebornen fürsten, hern Erich, hertzogen zu Braunschweick und Luneburg, unserm ßeuntlichen, hertzlieben son, zu künftiger und angehender regierung... gestalt haben. 1545. 195 ff. | zaginiona                                                                                        | –                                          | miniatura  |
| 19. | D, Okt. 1             | Christoph Ritter st., prawdopodobnie we współpracy z Pankrazem Labenwolfem                       | 187 × 121 × 40                        | po 1547 – pocz. lat 50. XVI w.       | Osiander, Andreas, Die gantze Euangelische Histori. Das ist: Das Heilig Euangelion nach dem inhalt der vier Euagelisten, in sein natürliche Ordnung, der zeit vnndgeschieht nach, inn eynen lauteren text artlich züsamen gestimpt, vnd in vier Bücher gebracht. Durch Andream Osiandern. [Übers. V] (Johan Schweintzer...), Frankfurt a. M., Cyriacus Jacobi, 1541, 8° [40], 166, [1] ff. / VD 16, В 4660 | Zamek Królewski na Wawelu – Państwowe Zbiory Sztuki (dawniej Biblioteka Uniwersytecka w Toruniu) | 6986 (górna okładka) dawniej Ob.6.III.4495 | miniatura  |
| 20. | Okt. 2                | Gerhard Lentz                                                                                    | 159 × 94 × 38                         | po 1557 – ok. 1560                   | 1. Melanchthon, Philipp, **Vita Lutheri. Vonn dem Leben vnd Sterben, des Ehrwirdigen herrn D. Martini Lutheri trewlich un warhaffiiglich beschriben, durch den wirdigen Herrn. Philippum Melanchthonem. Auß dem Latin ins Teutsch gebracht,... vnd jtzt auffs neu fleissig vbersehen vnd gebessert. Durch Mathiam Ritterum. ... Frankfurt a. M., David Z pfel, 1557, 8°, 152 ff. / VD 16 M 3429 2. Musculus, Andreas, **Vom jüngsten Tag, Durch D. And. Musculum, Frankfurt a. O. Johann Eichorn, 1557, 8° [143] ff. / VD 16 M 7239 | zaginiona                                                                                        | –                                          |            |